# Adalbert Bláha
Adalbert (Vojtěch) Bláha (* 14. August 1892 in Radeinles, Bezirk Neuhaus (tschechisch Jindřichův Hradec), Österreich-Ungarn; † 1965 in Prag) war ein tschechoslowakischer Gymnasiallehrer sowie Universitätsprofessor für Deutsch an der Wirtschaftsuniversität Prag und Latein an der Medizinischen Fakultät.

## Leben
Adalbert Bláha wurde in einer deutschsprachigen Familie in Radeinles geboren. Seine Eltern waren Johann Nepomuk Bláha und Agnes, geb. Suhl. Nach der Matura am Gymnasium in Neuhaus studierte er ab etwa 1912 Deutsch und Latein an der Philosophischen Fakultät der Karls-Universität Prag. Da er 1914–1918 im Ersten Weltkrieg diente, konnte er das Studium erst danach abschließen. 1922 heiratete er Marie Kamarytová. Der Ehe entstammte die Tochter Helena (* 1930). Ab 1923 lehrte er ein Jahr Deutsch und Latein am Gymnasium in Jindřichův Hradec und anschließend am Slowakischen Staatlichen Realgymnasium im Piaristengymnasium in Nitra. 
Mit der Gründung des Slowakischen Staates musste Bláha 1939 die Slowakei verlassen. Anschließend lehrte er am Jirásek-Gymnasium in der Resslova-Straße in Prag 2, an dem er von 1943 bis 1951 als Direktor wirkte, wo u. a. auch František Kutnar und Literaturhistoriker Felix Vodička (1919–1974) unterrichteten. 1951–1952 lehrte Bláha am Prager Akademischen Gymnasium, 1952 wurde er in den Ruhestand versetzt, da er nach dem Februarumsturz 1948 politisch als nicht systemkonform galt. Im Ruhestand lehrte er als Dozent Deutsch an der Wirtschaftsuniversität in Prag und Latein an der Medizinischen Fakultät. Er starb 1965 in Prag.